# James Lucas (Filmproduzent)
James Lucas ist ein britischer Filmproduzent.
Lucas arbeitet eigentlich gemeinsam mit dem Regisseur Mat Kirkby bei der Filmproduktionsfirma Ridley Scott Associates (RSA). Hier arbeitet Kirkby als Regisseur für Werbefilme und Musikvideos, während Lucas als dessen Buchungsagent tätig ist. RSA finanzierte jedoch nicht deren ersten gemeinsam Film Der Anruf. Der Kurzfilm mit Sally Hawkins in der Hauptrolle gewann 2015 einen Oscar in der Kategorie Bester Kurzfilm.